# Kendra Spears
Pour les articles homonymes, voir Spears.
La princesse Salwa Aga Khan, née Kendra Irene Spears le 5 août 1988 à Seattle, est un mannequin américain, ex-épouse du prince Rahim Aga Khan (actuel Aga Khan V).

## Biographie

### Études
Kendra Spears est diplômée de la South Kitsap High School (en) Elle est également inscrite à l'université d'État de Portland où elle étudie la sociologie, puis obtient un BA en sociologie de l'université de Washington en janvier 2008.

### Mannequinat
En janvier 2008, Kendra Spears participe au concours Ford Models Supermodel of the World après avoir gagné un concours de mannequins via la plateforme MySpace. À l'issue de cette compétition, elle obtient un contrat avec « Ford Models New York » et fait ses débuts lors de la New York Fashion Week en septembre 2008. Forte de son succès à New York, Kendra Spears commence a travailler pour Gucci, Christian Lacroix, Lanvin, Hermès et Valentino.
En 2009, Kendra Spears est l'égérie publicitaire de Prada. Elle retourne ensuite à Seattle pour achever ses études à l'université de Washington. Pendant cette période, elle assure la campagne publicitaire de Stefanel par Mario Testino, Calvin Klein par Alasdair McLellan, The Limited par Patrick Demarchelier, Etro et Diane von Fürstenberg. En 2010, Kendra Spears est l'image de la marque Armani Code Fragrance et de Moschino Pink Bouquet Fragrance Ford Models porte plainte contre Next Management pour l'avoir illégalement doublé dans son contrat avec Kendra Spears.

### Mariage avec le prince Rahim Aga Khan
Le 26 avril 2013, l'Aga Khan IV annonce les fiançailles de Kendra Spears avec l'aîné de ses fils, le prince Rahim Aga Khan. Le couple se marie le 31 août 2013, au château de Bellerive, à Genève (résidence du prince Sadruddin Aga Khan et de la princesse Aleya), et elle devient dès lors la princesse Salwa,, (Salwa signifiant « réconfort » ou « consolation » en arabe). Pour son mariage, elle choisit de se vêtir d'un sari de couleur ivoire orné de fils d'or – conçu par le couturier indien Manav Gangwani – et a accessoirisé sa robe traditionnelle de boucles d'oreilles et d'un collier à plusieurs rangs assortis en diamants, ainsi que des sandales ouvertes à talons et lanières, et porte un chignon pour coiffure et un maquillage naturel « œil charbonneux » (smoky-eyes) doux,. La cérémonie fut organisée selon la coutume musulmane.
Le 29 octobre 2014, elle donne naissance à Genève à son premier fils, le prince Irfan. Le 2 janvier 2017, elle donne naissance à Londres à un deuxième garçon, le prince Sinan,.
Le couple divorce en février 2022 ,.